# Jan O’Sullivan

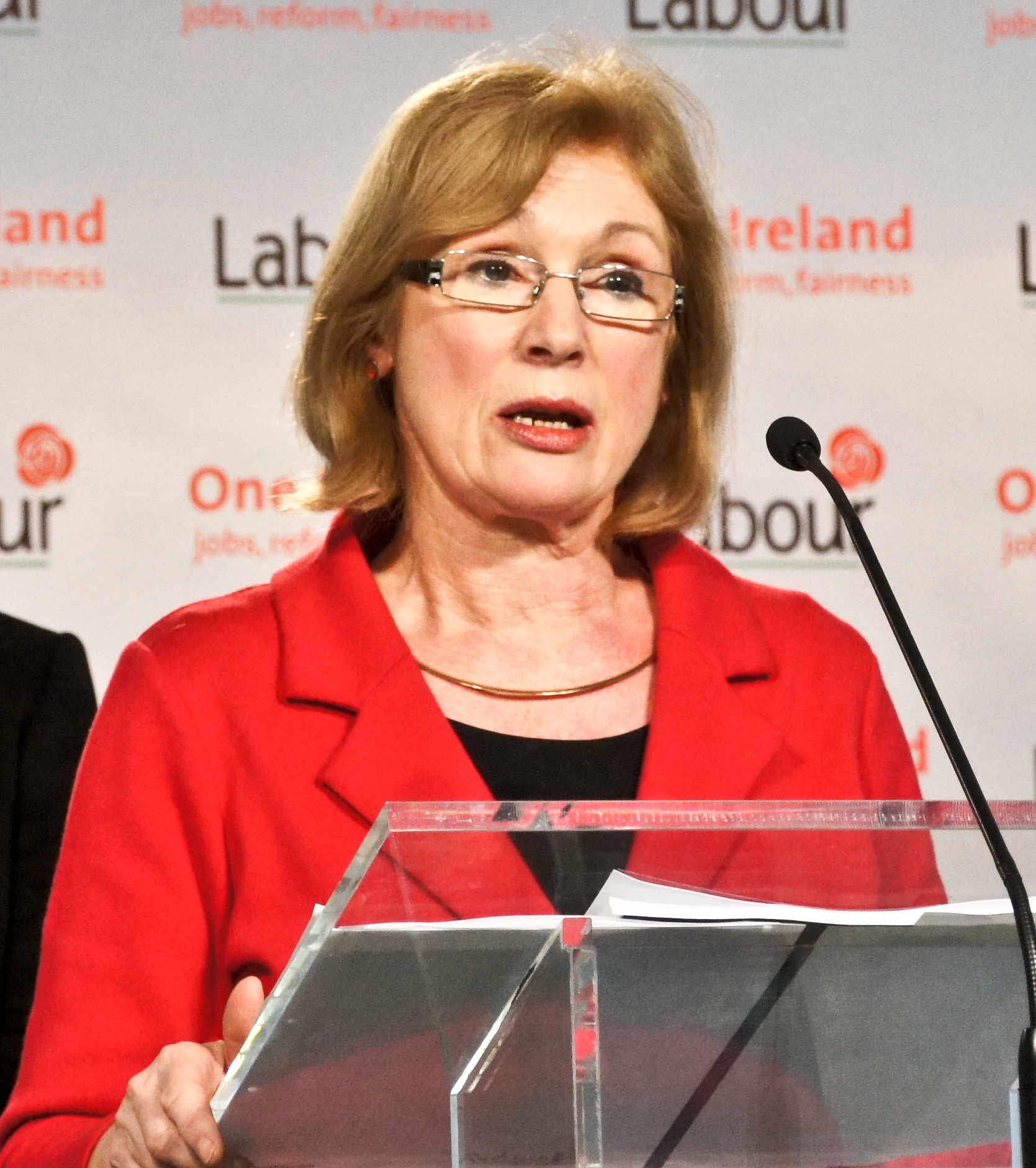
Jan O’Sullivan (2011)

Jan O’Sullivan (Geburtsname: Jan Gale) (* 6. Dezember 1950 in Clonlara, County Clare) ist eine irische Politikerin der Irish Labour Party.

## Leben
Jan O’Sullivan war nach dem Studium am Trinity College (Dublin) sowie am University College Cork der National University of Ireland als Lehrerin an einer Vorschule sowie zuletzt an einer Sekundarschule tätig. Ihre politische Laufbahn begann sie zunächst in der Kommunalpolitik und wurde 1991 bei den Kommunalwahlen für die Irish Labour Party im Stimmbezirk Limerick No 2 zum Mitglied in den Stadtrat von Limerick (Limerick City Council) gewählt.
Nach einer erfolglosen Kandidatur 1992 für ein Mandat im Unterhaus (Dáil Éireann) wurde sie 1993 als Mitglied in den Senat (Seanad Éireann) gewählt und gehörte dort bis 1997 der Interessengruppe der Arbeiterschaft an. Zugleich war sie zwischen 1993 und 1994 Bürgermeisterin von Limerick.
Am 11. März 1998 wurde sie schließlich bei einer Nachwahl (By-election) als Abgeordnete (Teachta Dála) in das Unterhaus gewählt und vertrat in diesem bis 2011 die Interessen des Wahlkreises Limerick East. Während dieser Zeit war sie zwischen 2002 und 2007 auch Vize-Vorsitzende des Gemeinsamen Ausschusses für Bildung und Wissenschaft im Irischen Parlament (Oireachtas).
Bei der Unterhauswahl 2011 wurde sie für die Irish Labour Party als Teachta Dála für den Wahlkreis Limerick City in das Unterhaus gewählt und war von 12. Juli 2014 bis 6. Mai 2016 Ministerin für Erziehung und Bildung.
Bei den Wahlen zum Dáil Éireann 2020 verlor sie ihr Mandat.